# Kato Kohei
Kato Kohei (加藤 恒平 sinh 14 tháng 6 năm 1989) là một cầu thủ bóng đá Nhật Bản thi đấu ở vị trí tiền vệ cho câu lạc bộ Beroe Stara Zagora và đội tuyển quốc gia Nhật Bản.

## Sự nghiệp
Sau khi thi đấu ở đội trẻ của JEF United Chiba và ở Đại học Ritsumeikan, Kato hướng đến sự nghiệp toàn cầu. Sau khi thi đấu với Sacachispas và FC Machida Zelvia ở J.League Division 2 2012, anh thi đấu hai mùa giải cùng với FK Rudar Pljevlja ở Montenegrin First League. Tiếp theo anh thi đấu ở câu lạc bộ Ba Lan Podbeskidzie Bielsko-Biała ở 2015–16 Ekstraklasa, trước khi gia nhập Beroe Stara Zagora thi đấu ở Bulgarian First League.

## Sự nghiệp quốc tế
Ngày 26 tháng 5 năm 2017, Kato lần đầu được triệu tập cho Nhật Bản thi đấu trận giao hữu với Syria và trận đấu tại Vòng loại Cúp bóng đá thế giới 2018 trước Iraq.

## Danh hiệu
Rudar Pljevlja
- Montenegrin First League: 2014–15[1]